# Décrétales de Grégoire IX

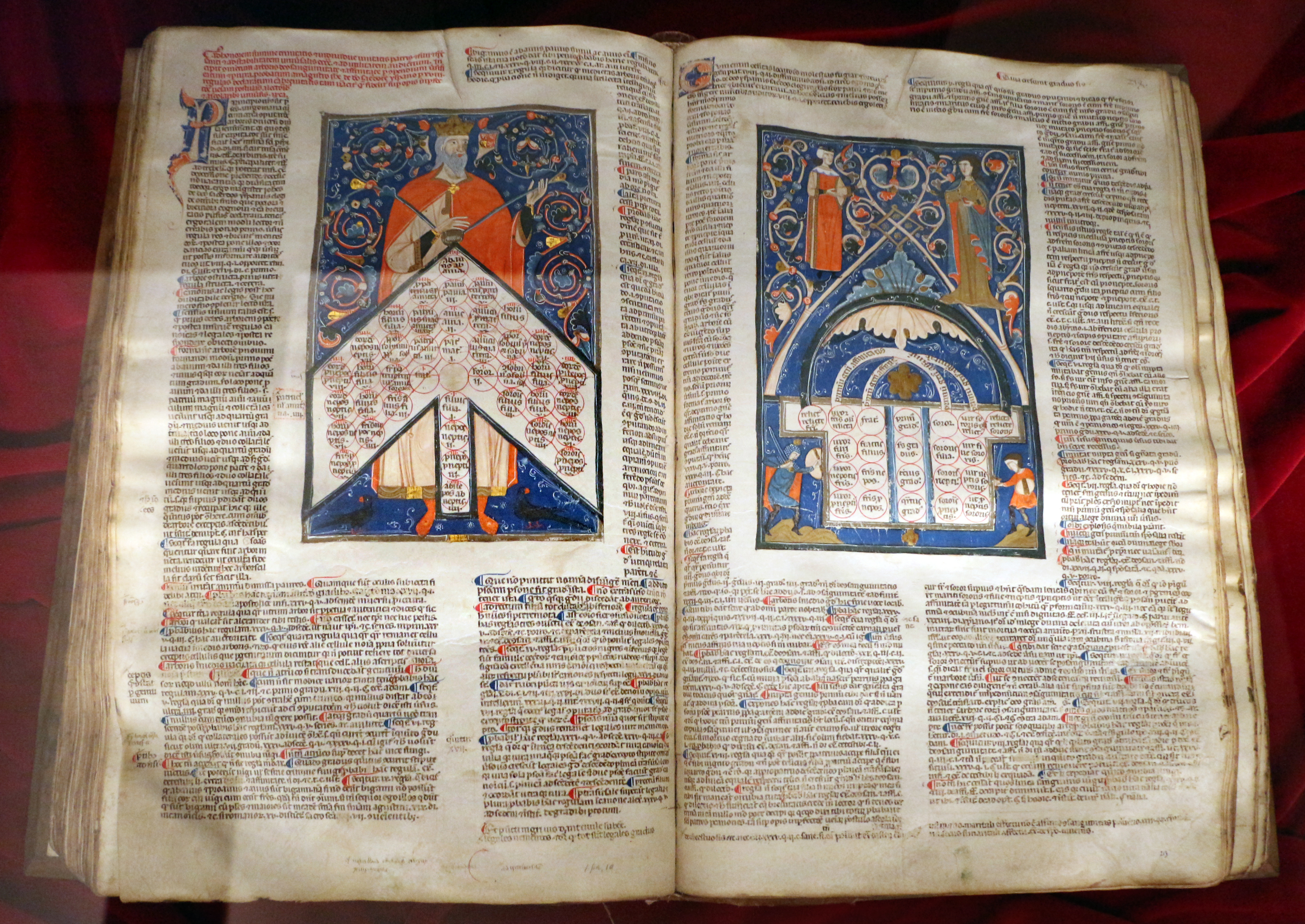
Gregorius IX Decretales, 1290 circa, Biblioteca Medicea Laurenziana, Florence

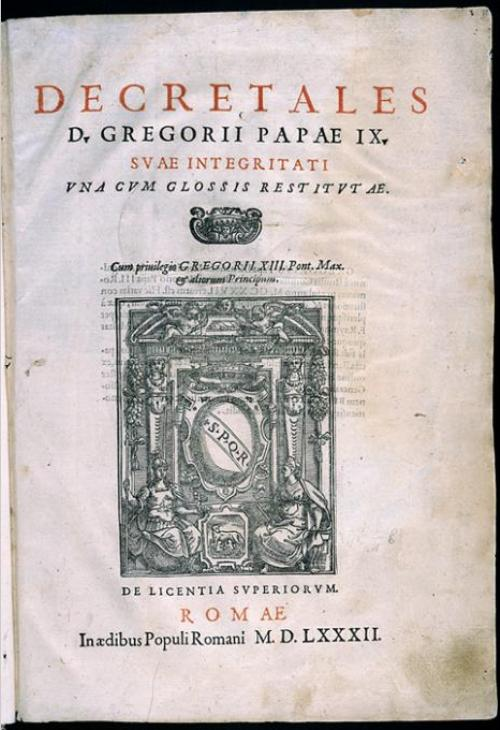
Décrétales de Grégoire IX.

Les décrétales de Grégoire IX (en latin : Decretales Gregorii IX) sont une compilation officielle de textes de droit canonique promulguée avec la bulle Rex pacificus du 5 septembre 1234, par le pape Grégoire IX pour compléter le Décret de Gratien. Cet ensemble est aussi connu sous le nom de  Liber Extra.
Promulguées depuis le IIIe concile du Latran jusqu'à 1234, elles ont été réunies par le canoniste dominicain Raymond de Penyafort, sur ordre du pape Grégoire IX, et font partie du Corpus juris canonici. L'ensemble, complété par quelques adjonctions ultérieures, dont le Sexte, forme le Corpus Juris Canonici, qui demeura en vigueur dans l'Église catholique jusqu'à la promulgation du Code de droit canonique de 1917.

## Noms alternatifs
Les Décrétales de Grégoire IX sont connues sous le nom de Liber extra ou  ou Liber decretalium, abréviation de Liber Decretalium extra Decretum Gratiani vagantium.
Pour le citer, on abrège le plus souvent son titre avec un simple X majuscule en italique. Une édition de référence des Décrétales a été donnée par Emil Friedberg en 1881 (Corpus iuris canonici, II, Leipzig, 1881).

## Histoire
Avant la collection de Grégoire IX, des compilations privées de décrétales avaient vu le jour. Les plus connues sont appelées les Quinque compilationes antiquae.

## Extrait

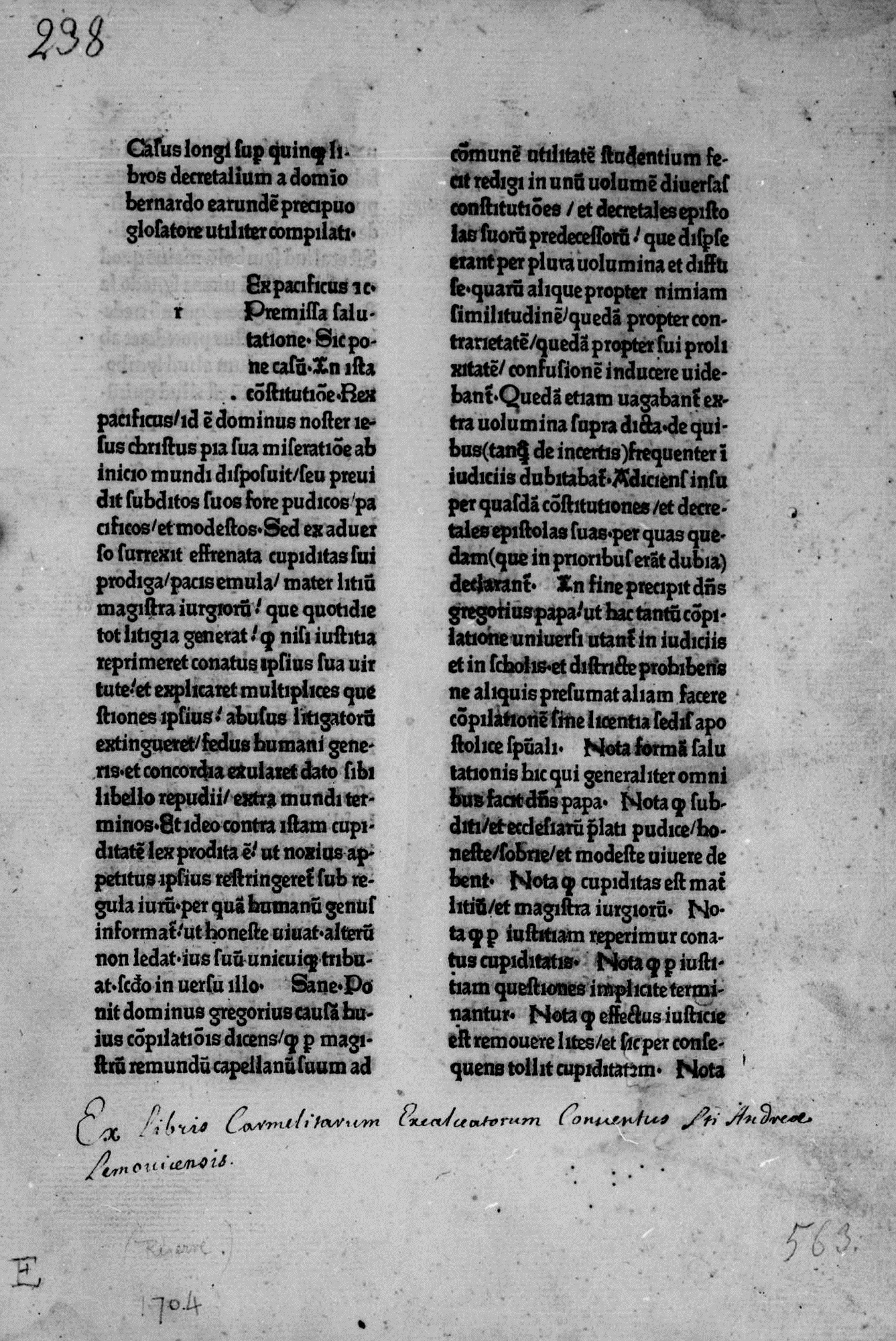
Bernardus Parmensis, Casus longi super quinque libros Decretalium, 1475

« Grégoire, évêque, serviteur des serviteurs de Dieu, à ses chers fils les docteurs et étudiants de l'Université de Bologne, salut et bénédiction apostolique. Le Roi pacifique [le Christ], par pieuse miséricorde, a disposé ses sujets à se montrer pudiques, pacifiques et honnêtes. Cependant, la cupidité effrénée, prodigue d'elle-même, rivale de la paix, mère des litiges, cause des querelles, génère chaque jour de nouveaux litiges, en sorte que si la justice, par la force de son effort, ne punissait pas, si elle ne débrouillait pas les questions confuses et que le droit né d'un pacte entre les hommes n'éteignait pas les abus des plaideurs, la concorde, affublée d'un libelle de répudiation, se trouverait exilée hors des limites du monde. Et c'est pourquoi est faite la loi, afin que le désir funeste soit limité par la règle de droit, par laquelle le genre humain est instruit en sorte qu'il vive honnêtement, ne lèse pas autrui, rende à chacun son dû. Certes, les diverses constitutions et décrétales de nos prédécesseurs étaient dispersées dans différents volumes ; parmi celles-ci, certaines, en raison d'une trop grande analogie et parfois d'une contradiction, non moins qu'en raison de leur prolixité, paraissaient introduire la confusion ; d'autres, à l'inverse, erraient hors des volumes susdits, faisant fréquemment, en raison de leur incertitude, vaciller les procès. Pour l'utilité commune, et spécialement celle des étudiants, nous avons donc résolu de les faire rassembler par notre cher fils frère Raymond, chapelain de notre pénitencerie, en un seul volume, retranchant les éléments superflus et adjoignant nos propres constitutions et décrétales grâce auxquelles plus d'un point, parmi ceux autrefois douteux, ont été éclaircis. Voulant par conséquent qu'il soit fait usage, tant dans les procès que dans les écoles, de cette seule compilation, nous interdisons strictement que quiconque ait l'audace de procéder autrement sans l'autorisation spéciale du Siège apostolique. »

### Lire en ligne
- The Medieval Canon Law Virtual Library de la Colby College (ensemble de plusieurs sites des décrétales de Grégoire IX) : [lire en ligne]
- Decretalium libris quinque, MS 231 P/R de la Bibliothèque multimédia intercommunale d'Épinal, [lire en ligne]
- Édition de 1582 du Corpus iuris canonici.
- Édition de Friedberg (1959) du Corpus iuris canonici.